# Lom (Tábor)
Lom é uma comuna checa localizada na região da Boêmia do Sul, distrito de Tábor.